# Eustorgiusz I

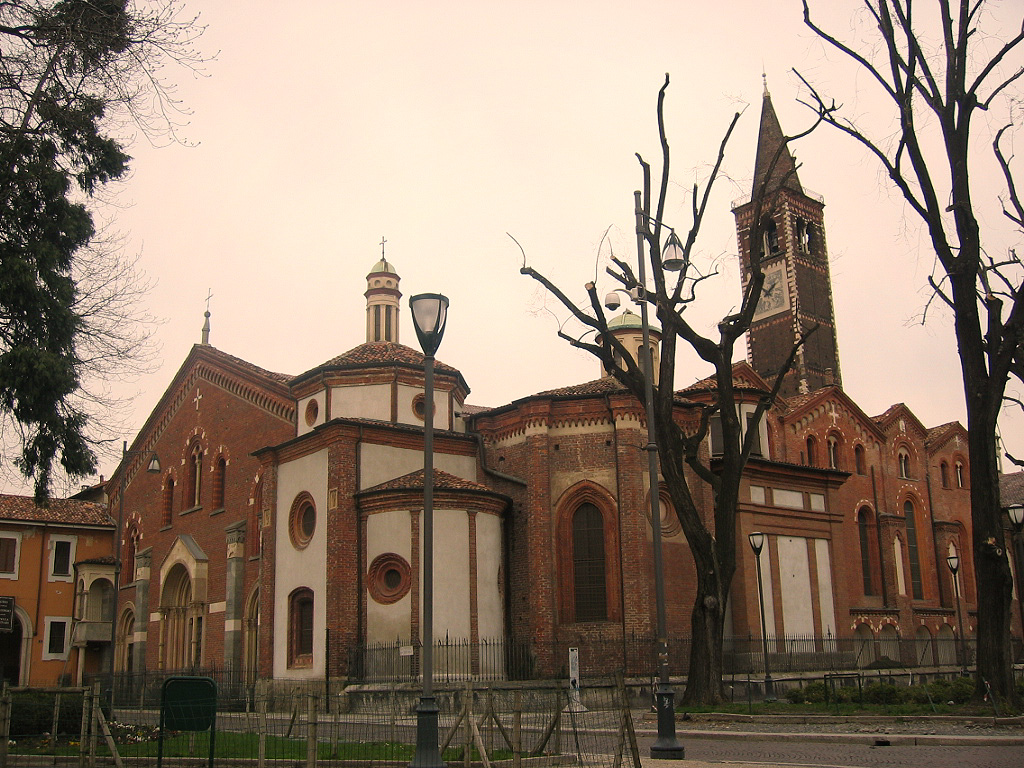
Bazylika św. Eustorgiusza w Mediolanie, włos. Basilica di Sant'Eustorgio (po prawej stronie)

Eustorgiusz I (zm. ok. 355) – biskup Mediolanu w latach ok. 343-355, święty Kościoła katolickiego.
Święty Atanazy wspomina Eustorgiusza jako „obrońcę prawdziwej wiary”. Święty Ambroży nadał mu tytuł „confessor” („wyznawca”). Eustorgiusz przewodniczył w Mediolanie dwóm synodom (345-346 oraz 347-348). Przywiózł z Konstantynopola relikwie Trzech Króli.
Jego wspomnienie liturgiczne w Kościele katolickim obchodzone jest 18 września.